# 高根台団地

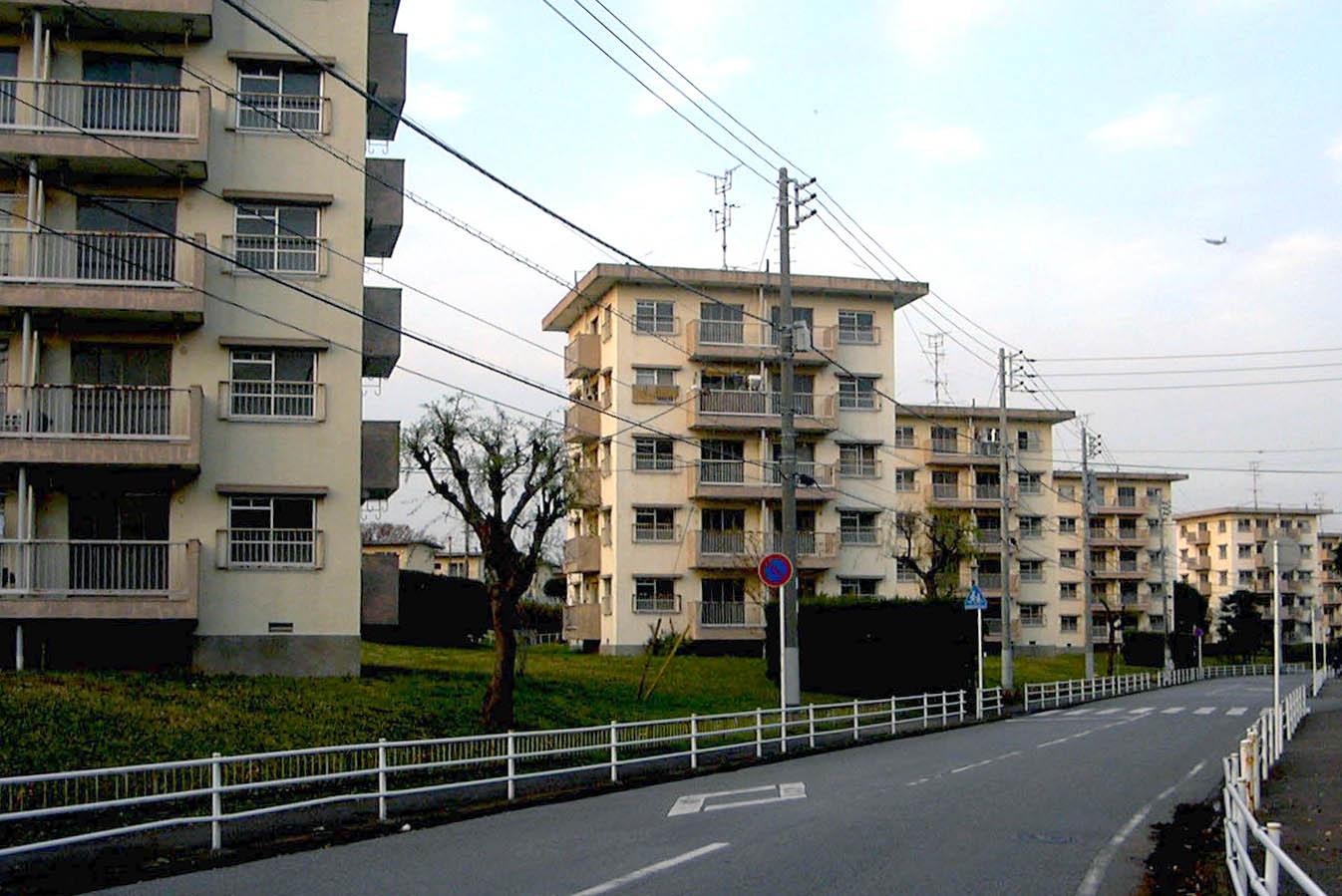
ポイントハウス群

高根台団地（たかねだいだんち）は、千葉県船橋市に立地する日本住宅公団の造成した公団住宅である。

## 概要
前原団地、常盤平団地に次ぐ新京成電鉄新京成線（現・京成松戸線）沿線の大規模団地として造成され、1961年（昭和36年）8月25日に入居を開始した。高根台団地の建設に合わせて、1961年8月1日に新京成線高根公団駅が開業した。
住棟は津端修一が設計した。完成時の全293棟のうち、2014年（平成26年）12月時点では1号棟 - 172号棟および283号棟 - 293号棟は老朽化のため現存しない。

### 建て替え事業
1999年度（平成11年度）から老朽化が進行している住棟の建て替えを進めている。独立行政法人都市再生機構 (UR) の高層住宅「アートヒル高根台」をはじめ、民間の不動産デベロッパーに委託して分譲・賃貸住宅、高齢者施設、子育て支援施設、総合病院などが新たに建築される。
URが示した計画などによると、173 - 282号棟の地区は当面の間建て替えを行わず現行の住棟を継続して使用する、と建て替え計画の方針が変更された。当時建て替えが進められていたUR団地で、方針転換は当団地が初の事例となった。前述地区の110棟は住棟修繕が引き続き定期的に行われている。
2014年（平成26年）2月末までに、URの建て替え予定分の「アートヒル高根台」全23棟（うち23号棟は店舗棟）が竣工した。民間委託分で、野村不動産による戸建住宅群は2013年（平成25年）末にほぼ完成し、ほかの業者も引き続き建設を進めた。2020年度（令和2年度）末までに、建て替え対象エリアすべてに各種建物が完成した。

## 基本データ
- 竣工 - 1961年（昭和36年）
- 構成 - 293棟+8棟から構成（293号棟が高層住宅）全4,650戸
- 所在 - 千葉県船橋市高根台1丁目 - 5丁目

### 住棟構成
|                                   | 完成当初                                      | 2014年12月時点 |
| --------------------------------- | --------------------------------------------- | -------------- |
| 中層フラット棟 （すべて北廊下型） | 108棟                                         | 50棟           |
| ボックス型ポイントハウス          | 60棟                                          | 19棟           |
| テラスハウス                      | 124棟                                         | 41棟           |
| 高層棟                            | 1棟 （7階建て・店舗棟）                       | なし           |
| 店舗棟                            | 8棟 （棟番号はA-Hまでのアルファベットで表記） | 1棟（H棟のみ） |
| 合計戸数                          | 4,650戸                                       | 1,877戸        |

## 建て替えエリアの現状
高根台団地の一部の住棟を除去したエリアでは、次の各施設が竣工した（2024年（令和6年）10月時点）。
- アートヒル高根台 - 都市再生機構、22棟の新しい住棟+2階建の新店舗棟（全1,111戸）
- プラウドシーズン船橋高根台 - 野村不動産、戸建住宅
- ヴィークステージ船橋高根台／ヴィークスクエア船橋高根台 - 清水総合開発／長谷工コーポレーション、分譲マンション
- REASON船橋高根台 - 中央住宅、戸建住宅
- リビオシティ船橋高根台 - 日鉄興和不動産、分譲マンション
- デュオセーヌ船橋高根台 - フージャースケアデザイン、シニア向け分譲マンション
- ウェルミーテラス高根台（旧名称：高根台つどいの家） - 長谷工シニアウェルデザイン／生活クラブ風の村／特定労働者協同組合ワーカーズコープちば、サービス付き高齢者向け住宅・グループホームほか
- 複合福祉施設たか音の杜 - 社会福祉法人秀心会、特別養護老人ホーム・グループホームほか
- 船橋愛弘園 - 社会福祉法人愛弘会、特別養護老人ホーム
- グランドマスト高根台 - 積和グランドマスト、サービス付き高齢者向け住宅
- 船橋こひつじ園 - 社会福祉法人小羊会、特別養護老人ホーム

### 住宅以外の施設
- 船橋市高根公団駅自転車等駐車場
- 千葉徳洲会病院 - 沖縄徳洲会
- フードスクエア高根台店 - 株式会社カスミ、スーパーマーケット
- クリエイト船橋高根台店 - クリエイトエス・ディー、ドラッグストア
- 高根台グリーンキディ保育園 - 社会福祉法人靖心会
- 船橋訪問クリニック - 医療法人社団小羊会、クリニック
- すぎおかクリニック高根台院 - デュオセーヌ船橋高根台内
- 小規模多機能居宅介護 ソレイユ高根台 - 株式会社EMIKA、グランドマスト高根台に併設

## 周辺
- ショッピングセンター・エポカ（核店舗：リブレ京成）
- 高根台公民館

## 交通
- 京成松戸線高根公団駅、高根木戸駅
- 船橋新京成バス高根公団線

## ゆかりの人物
- 竹中労 - 1964年から高根台団地に住み、自治会長を務めた。